# 若宇
若宇（わかう、生没年不詳）とは江戸時代の江戸にあった地本問屋である。

## 来歴
若宇と号して弘化から嘉永年間に歌川国芳の錦絵を出版している。

## 作品
- 歌川国芳 「東都叡山の図」 大判3枚続 錦絵 弘化末
- 歌川国芳 「昔ばなしの戯 猫又年をへて古寺に怪をなす図」 大判3枚続 嘉永中頃